# Ferdinand Jühlke
Johann Bernhard Ferdinand Jühlke (Barth (Pomeránia), 1815. szeptember 1. – Potsdam, 1893. június 12.) német műkertész.

## Élete
1834-ben akadémiai kertész lett a Königliche Staats- und landwirtschaftliche Akademie Eldena-ban (Királyi állami és mezőgazdasági akadémia Eldena Greifswaldban), aztán tovább képezte magát a vegytanban, fizikában, nemzetgazdaságtanban és 1854-ben királyi kertfelügyelő lett. 1858-tól Erfurtban élt.
1866-ban a sanssouci, berlini stb. udvari kertek és a Potsdam melletti kertészeti iskola igazgatója lett. Alapított kertészeti egyesületet, szerkesztett szaklapot és több munkát írt. Kiadta továbbá Schmidlin, Blumenzucht im Zimmer (4. kiadás, uo. 1880) című művét.

## Művei
- Fortschritte des Gartenbaus während der letzten zehn Jahre (Berlin, 1854);
- Beiträge zur Naturgeschichte der Forstpflanzen (Greifswald, 1854);
- Gartenbuch für Damen (Berlin, 1854, 4. kiad. 1889);
- Leitfaden zur Behandlung der Samen (Erfurt, 1857);
- Gesichtspunkte bei der Samenprobe als Merkmal für die Güte d. Samens (Berlin, 1869);
- Die Gärten d. österreichischen Kaiserstaats (Hamburg, 1861);
- Hilfsmittel zur Verbesserung der Kulturpflanzen (Berlin, 1868);
- Die Rassenverbesserung der Kulturpflanzen (Erlangen, 1869);
- Die kgl. Landesbaumschule u. Gärtnerlehranstalt zu Potsdam (Berlin, 1872).